# Viski
Viski (engl. whiskey, whisky) označava kategoriju žestokih alkoholnih pića, koja su destilovana iz žitarica ili destilovanog piva, i čuvana u hrastovim bačvama. Zavisno od upotrebljene žitarice, varira i vrsta viskija. U najčešće korišćene spadaju ječam, mleveni ječam, raž, mlevena raž, pšenica, kukuruz ili ovas. Osim prema žitaricama, vrste viskija variraju prema alkoholnom sadržaju i kvalitetu.
Viski je strogo regulisano alkoholno piće širom sveta sa mnogim klasama i vrstama. Tipične objedinjavajuće karakteristike različitih klasa i tipova su fermentacija zrna, destilacija, i starenje u drvenim bačvama.

## Etimologija
Reč whisky (ili whiskey) je anglicizacija klasične galske reči uisce (ili uisge) sa značenjem „voda” (što se sad piše kao uisce u modernom irskom jeziku, i uisge u škotskom galskom). (Ova galska reč svoje ultimatno poreklo deli sa germanskim „water“ i slovenskom reči „voda“ istog značenja.) Destilovani alkohol je na latinskom bio poznat kao aqua vitae („voda života“). Ovo je prevedeno na staroirski jezik kao uisce beatha, što je na irskom postalo uisce beatha, i uisge beatha na škotskom galskom. Rani oblici reči na engleskom uključuju uskebeaghe (1581), usquebaugh (1610), usquebath (1621), i usquebae (1715).

### Imena i spelovanja
Mnogo je napravljeno od dva pravopisna oblika te reči: whisky i whiskey. Postoje dve škole mišljenja po tom pitanju. Jedna je da je ta pravopisna razlika jednostavno stvar regionalne jezičke konvencije za pravopis reči, što ukazuje da pravopis varira u zavisnosti od nameravane publike ili pozadine ili ličnih preferencija pisca (poput razlike između color i colour; ili recognize i recognise), a druga je da pravopis treba da zavisi od stila ili porekla pića koji se opisuje. Postoji opšta saglasnost da prilikom citiranja imena odštampanog na etiketi, pravopis etikete ne bi trebalo menjati.
Pravopisni oblik whiskey je uobičajen u Irskoj i Sjedinjenim Državama, dok se whisky koristi u svim ostalim zemljama proizvođačima viskija. U SAD upotreba nije uvek bila dosledna. Od kraja osamnaestog veka do sredine dvadesetog veka, američki pisci su koristili oba pravopisna oblika naizmenično do uvođenja novinskih vodiča za stil. Od šezdesetih godina prošlog veka, američki pisci sve više koriste whiskey kao prihvaćeni pravopis za odležala žitna pića proizvedene u SAD-u i whisky za odležala žitna pića proizvedene van SAD-a. Međutim, neki prominentni američki brendovi, poput Džordža Dikela, Mejkers Marka i Old Forestera (svi su napravljeni od različitih kompanija), koriste pravopis whisky na svojim etiketama, i Standardi identiteta za destilovana alkoholna pića, zakonski propisi za alkoholna pića u SAD, takođe koriste pravopis whisky u celosti.
Viski proizveden u Škotskoj poznat je kao škotski viski ili jednostavno kao „skoč“ (posebno u Severnoj Americi).

## Istorija
Pretpostavlja se da su destilaciju praktikovali Vavilonci u Mesopotamiji u 2. milenijumu pne, a destilirali su se parfeme i aromatične sastojke, mada je ovo podložno nesigurnim i spornim interpretacijama evidencije.
Najraniju hemijsku destilaciju imali su Grci u Aleksandriji u 1. veku, ali to nisu bile destilacije alkohola. Srednjovekovni Arapi usvojili su tehniku destilacije aleksandrijskih Grka, a pisani zapisi na arapskom počinju u 9. veku, ali opet to nisu bile destilacije alkohola. Tehnologija destilacije prešla je sa srednjovekovnih Arapa na srednjovekovne Latine, sa najranijim zapisima na latinskom jeziku početkom 12. veka.
Najraniji podaci o destilaciji alkohola su u Italiji u 13. veku, gde se alkohol destilirao iz vina. Rani opis tehnike dao je Ramon Ljulj (1232–1315). Njegova upotreba se širila srednjovekovnim manastirima, uglavnom u medicinske svrhe, kao što je lečenje kolike i malih boginja.
Umetnost destilacije proširila se na Škotsku i Irsku najkasnije u 15. veku, kao i uobičajena evropska praksa destilacije alkoholnog pića „aqua vitae“, prvenstveno u medicinske svrhe. Praksa medicinske destilacije na kraju je prešla iz monaškog u sekularni svet preko profesionalnih medicinskih radnika tog doba, Ceha berberskih hirurga. Najraniji spomen viskija u Irskoj potiče iz Annals of Clonmacnoise iz sedamnaestog veka, koji smrt poglavara 1405. godine pripisuje „uzimanju viška akva vita“ na Božić. U Škotskoj prvi dokazi o proizvodnji viskija potiču iz zapisa u Državnog trezora za 1494. godinu, gde se slad šalje „Frataru Džonu Koru, po kraljevoj naredbi, da napravi akvavit“, u količini dovoljnoj da se napravi oko 500 boca.
Džejms IV od Škotske (vladao 1488–1513) navodno je izuzetno voleo škotski viski, i grad Dandi je 1506. godine kupio veliku količinu viskija od Ceha berberskih hirurga, koji je u to vreme držao monopol nad proizvodnjom. Između 1536. i 1541. godine, engleski kralj Henri VIII raspušta manastire, šaljući njihove monahe u širu javnost. Proizvodnja viskija preselila se iz monaškog okruženja u lične domove i farme, jer su nezavisni monasi morali da pronađu način da ostvare prihod za sebe.
Proces destilacije je još uvek bio u povojima; samom viskiju nije dozvoljavano da stari, i kao rezultat imao je vrlo sirov i brutalan ukus u poređenju sa današnjim verzijama. Viski iz doba renesanse je takođe bio vrlo potentan i nije bio razređen. Vremenom je viski evoluirao u mnogo glađe piće.
Sa dozvolom za destilaciju irskog viskija iz 1608. godine, Destilerija Old Bušmils u Severnoj Irskoj je najstarija licencirana destilerija viskija na svetu.
Godine 1707, Zakoni o Uniji spojili su Englesku i Škotsku, i nakon toga porezi na viski su dramatično su porasli.
Nakon uvođenja engleskog poreza na slad 1725. godine, većina škotske destilacije je ili obustavljena ili prisiljena na ilegalno delovanje. Škotski viski bio je sakrivan ispod oltara, u kovčezima i na bilo kom dostupnom prostoru kako bi se izbegli vladini poreznici. Škotski destileri, koji su radili iz domaćih instalacija, noću su destilovali viski kada je mrak sakrivao dim iz postrojenja. Iz tog razloga je piće postalo poznato kao munšajn. U jednom trenutku bilo je procenjeno da je preko polovine proizvodnje viskija u Škotskoj bila ilegalna.
U Americi se tokom Američke revolucije viski koristio kao valuta; Džordž Vašington upravljao je velikom destilerijom na planini Vernon. S obzirom na udaljenosti i primitivnu transportnu mrežu kolonijalne Amerike, poljoprivrednicima je često bilo lakše i isplativije da pretvori kukuruz u viski i transportuju ga na tržište u tom obliku. To je takođe bila veoma tražena roba, te kada je 1791 godine na njega uveden dodatni porez, izbila je Viski pobuna.
Konzumacija škotskog viskija uvedena je u Indiju u devetnaestom veku. Prvu destileriju u Indiji sagradio je Edvard Djer u Kasauliju krajem 1820-ih. Operacija je ubrzo prebačena na obližnji Solan (blizu britanske letnje prestonice ShimlaŠimle), jer su tamo bile dostupne obilne zalihe sveže izvorske vode.
Godine 1823, Velika Britanija je usvojila Zakon o porezu na promet, legalizujući destilaciju (uz naknadu), i to je praktično zaustavilo veliku proizvodnju ilegalnog škotskog viskija.
Godine 1831, Aeneas Kofi je patentirao kontinuiranu destilaciju, omogućavajući jeftiniju i efikasniju destilaciju viskija. Godine 1850, Endru Ašer je počeo da proizvodi blendirani viski, pri čemu je mešao tradicionalni kazanski viski sa onim iz novog Kofijevog aparata. Pojedini irski destilateri su se podrugivali novom destilacionom pristupu, držeći se svojih tradicionalnih kazanskih postrojenja. Mnogi Irci tvrdili su da novi proizvod zapravo uopšte nije viski.
Do 1880-ih francuska industrija brendija bila je uništena štetočinom Grape phylloxera, koja je opustošila veći deo roda grožđa; kao rezultat toga, viski je postao primarni liker na mnogim tržištima.
Tokom ere prohibicije u Sjedinjenim Državama koja je trajala od 1920. do 1933. godine, u toj zemlji je bila zabranjena sva prodaja alkohola. Savezna vlada izuzela je viski koji je propisao lekar i koji se prodavao u licenciranim apotekama. Tokom ovog vremena, lanac apoteka Volgrins porastao je sa 20 maloprodajnih prodavnica na skoro 400.

## Literatura
- Andrews, Allen (2002). The Whisky Barons. Glasgow: Angels' Share (Neil Wilson Publishing). ISBN 978-1-897784-84-6.
- Buxton, Ian; Hughes, Paul S. (2014). The Science and Commerce of Whisky. Cambridge: Royal Society of Chemistry. ISBN 978-1-84973-150-8.
- Smith, Gavin D. (2009). The A–Z of Whisky (3rd изд.). Glasgow: Angels' Share (Neil Wilson Publishing). ISBN 978-1-906476-03-8.

## Spoljašnje veze
- Stastna, Kazi (25. 5. 2013). „Growing appetite for American whisky straining supply”. CBC News. Приступљено 17. 1. 2014.